# Irit Linur

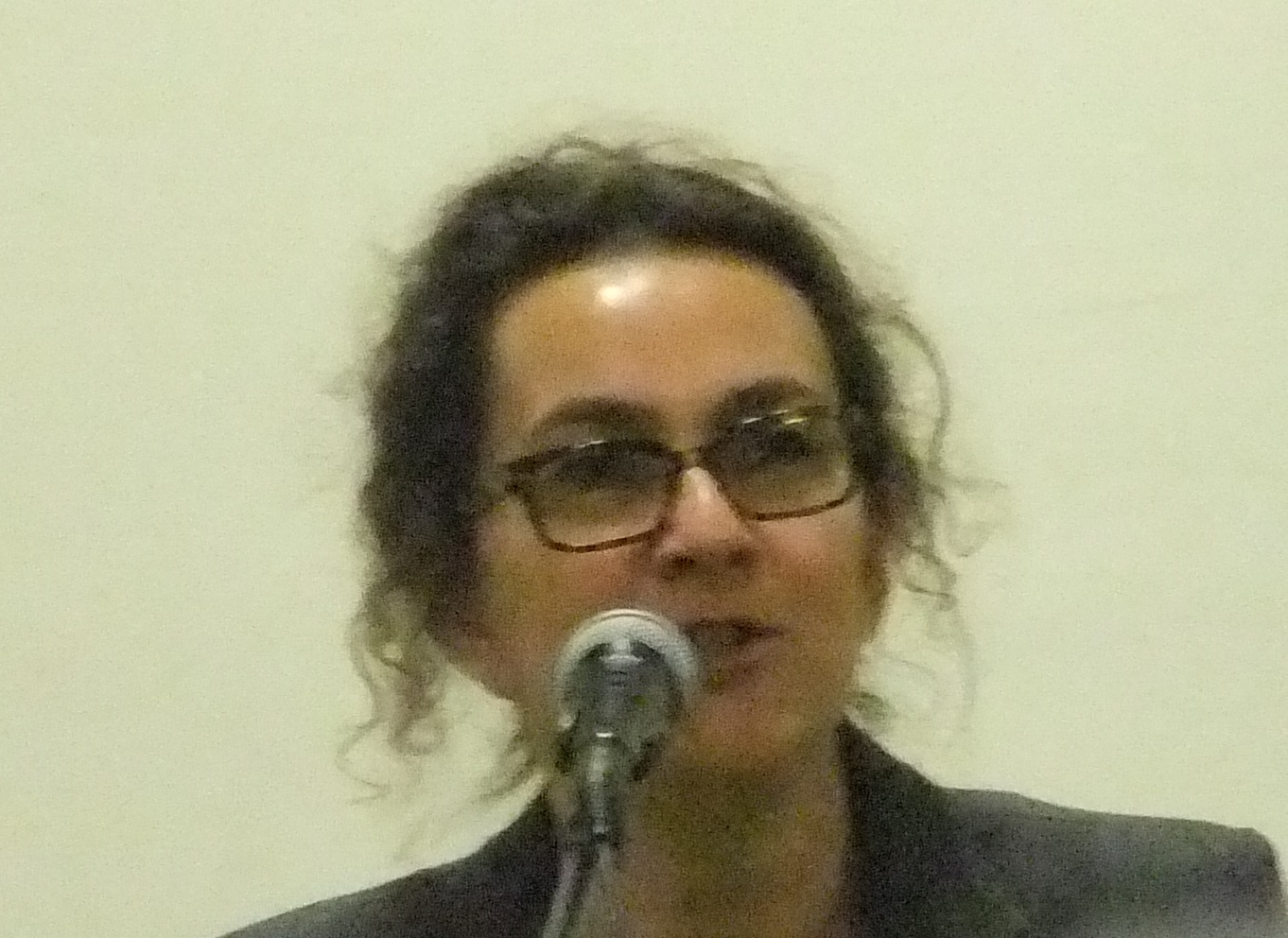
Irit Linur

Irit Linur (* 1961) ist eine israelische Autorin.

## Werdegang
Linur begann  als satirische Kolumnistin in Lokalzeitungen. Ihr erster Roman war The Siren’s Song, eine romantische Komödie, die vor dem Hintergrund der Scud-Raketenangriffe auf Tel Aviv während des Golfkriegs 1991 spielt. 1994 wurde das Buch unter der Regie von Eytan Fox verfilmt. Der Titel bezieht sich auf die Luftschutzsirenen, die während der sechswöchigen Kriegszeit fast jede Nacht erklangen. Es ist die Geschichte einer selbstbewussten, berufstätigen Frau, die emotionale Entwicklung und eine romantische Beziehung erlebt. Gleichzeitig kritisiert das Buch den oberflächlichen Lebensstil Tel Avivs.
Linurs zweiter Roman, Zwei Schneewittchen, handelt von einer Fotografin, die in einen Mordfall verwickelt wird. Sandler Ella, ihr dritter Roman, schildert das glamouröse Leben von Medienschaffenden. Ihr vierter Roman, Die braunen Mädchen, wurde als erfolgreiche Fernsehminiserie adaptiert. Linur hat außerdem den humorvollen Essayband The Secret Blonde veröffentlicht.
Linur ist Co-Moderatorin der Radiosendung Das letzte Wort auf Galei Zahal, dem israelischen Militärradio. Ursprünglich diskutierten in der Sendung ein Liberaler und ein Konservativer über aktuelle Ereignisse, wobei Linur die liberale Rolle übernahm. In den letzten Jahren äußerte sie jedoch ablehnende Haltung gegenüber liberalen Gruppen und linken Politikern in Israel. 2002, während der Zweiten Intifada, schrieb Linur einen offenen Brief, in dem sie ihr Abonnement der israelischen Zeitung Haaretz kündigte. Sie kritisierte den „radikalen Linksismus“ und „Antizionismus“ der Zeitung sowie die ihrer Meinung nach „pro-palästinensische Voreingenommenheit“ der Haaretz-Journalisten Gideon Levy und Amira Hass.